# (38535) 1999 UO42
1999 UO42 (asteroide 38535) é um asteroide da cintura principal. Possui uma excentricidade de 0.06914480 e uma inclinação de 9.58284º.
Este asteroide foi descoberto no dia 28 de outubro de 1999 por CSS em Catalina.